# Table des caractères Unicode/U1B00
Cette page contient des caractères spéciaux ou non latins. S’ils s’affichent mal (▯, ?, etc.), consultez la page d’aide Unicode.
Table des caractères Unicode U+1B00 à U+1B7F.

## Balinais(Unicode 5.0)
Signes consonantiques, voyelles indépendantes, consonnes, signe de nasalisation, signes voyelles dépendantes, signe adeg adeg (virama), consonnes additionnelles, chiffres, ponctuation, symboles musicaux, symboles combinants musicaux, et symboles musicaux demain droite ou gauche, utilisés pour la transcription de la langue balinaise avec l’écriture alphasyllabaire (ou abugida) balinaise.
Les caractères U+1B00 à U+1B04, U+1B34 à U+1B44 et U+1B6B à U+1B73  sont des signes diacritiques, qui se combinent avec la lettre qu’ils suivent ; ils sont combinés ici avec la lettre balinaise ka « ᬓ » (U+1B13) à des fins de lisibilité.
Les voyelles indépendantes longues (nommées tedung en balinais) sont équivalentes aux voyelles indépendantes courtes suivies du signe voyelle aa (U+1B35), mais sont également codées juste après la voyelle indépendante courte correspondante : aa (U+1B06), ii (U+1B08), uu (U+1B0A), rr vocalique (U+1B0C), ll vocalique (U+1B0E), au (U+1B12).
Note : normalement les signes voyelles e (U+1B3E) ou ai (U+1B3F) doivent impérativement apparaître à gauche de la consonne de base, et non à sa droite (sinon cela causerait des problèmes sérieux d’interprétation du texte à la lecture) ; de même les signes voyelles o (U+1B40) et au (U+1B41), dérivés des deux précédents par adjonction d’un signe d’allongement au-dessus de la lettre de base, comportent une partie qui doit se combiner à gauche et à droite de la lettre de base, en plus de la partie haute, et de la partie droite du signe aa d’allongement inclus dans la voyelle au.

### Table des caractères
| en fr  | 0 | 1 | 2 | 3 | 4 | 5 | 6 | 7 | 8 | 9 | A | B | C | D | E | F |
| ------ | - | - | - | - | - | - | - | - | - | - | - | - | - | - | - | - |
| U+1B00 | ᬓᬀ | ᬓᬁ | ᬓᬂ | ᬓᬃ | ᬓᬄ | ᬅ | ᬆ | ᬇ | ᬈ | ᬉ | ᬊ | ᬋ | ᬌ | ᬍ | ᬎ | ᬏ |
| U+1B10 | ᬐ | ᬑ | ᬒ | ᬓ | ᬔ | ᬕ | ᬖ | ᬗ | ᬘ | ᬙ | ᬚ | ᬛ | ᬜ | ᬝ | ᬞ | ᬟ |
| U+1B20 | ᬠ | ᬡ | ᬢ | ᬣ | ᬤ | ᬥ | ᬦ | ᬧ | ᬨ | ᬩ | ᬪ | ᬫ | ᬬ | ᬭ | ᬮ | ᬯ |
| U+1B30 | ᬰ | ᬱ | ᬲ | ᬳ | ᬓ᬴ | ᬓᬵ | ᬓᬶ | ᬓᬷ | ᬓᬸ | ᬓᬹ | ᬓᬺ | ᬓᬻ | ᬓᬼ | ᬓᬽ | ᬓᬾ | ᬓᬿ |
| U+1B40 | ᬓᭀ | ᬓᭁ | ᬓᭂ | ᬓᭃ | ᬓ᭄ | ᭅ | ᭆ | ᭇ | ᭈ | ᭉ | ᭊ | ᭋ |   |   |   |   |
| U+1B50 | ᭐ | ᭑ | ᭒ | ᭓ | ᭔ | ᭕ | ᭖ | ᭗ | ᭘ | ᭙ | ᭚ | ᭛ | ᭜ | ᭝ | ᭞ | ᭟ |
| U+1B60 | ᭠ | ᭡ | ᭢ | ᭣ | ᭤ | ᭥ | ᭦ | ᭧ | ᭨ | ᭩ | ᭪ | ᬓ᭫ | ᬓ᭬ | ᬓ᭭ | ᬓ᭮ | ᬓ᭯ |
| U+1B70 | ᬓ᭰ | ᬓ᭱ | ᬓ᭲ | ᬓ᭳ | ᭴ | ᭵ | ᭶ | ᭷ | ᭸ | ᭹ | ᭺ | ᭻ | ᭼ |   |   |   |

### Historique

#### Version initiale Unicode 5.0
C'est à ce jour la seule version publiée de ce bloc.